# Vodka
Vodka (polsky wódka, rusky водка,  ukrajinsky горілка) je tvrdý bezbarvý alkoholický nápoj oblíbený po celém světě. Kvalita a chuť vodky se mohou lišit vlivem různých faktorů. Vyrábí se z obilí, jehož složení určuje výrobce. Některé druhy namísto obilí obsahují destilaci z brambor. Specialitou jsou ukrajinské vodky, které se vyrábějí z nejlepšího ječmene anebo ovsa (v ukrajinštině se nenazývají vodky, ale horilky). Ukrajinská vodka vyrobená doma se nazývá „samohon“. Ovšem vždy platí, že základem každé výjimečně jemné a kvalitní obilné vodky je kvalitní pramenitá voda.
Od devadesátých let 19. století vodka obvykle obsahuje 40 % alkoholu. 
Mezi celosvětově oblíbené koktejly z vodky patří například Cosmopolitan, Screwdriver, Bloody Mary, Martini.  

## Etymologie
Pojmenování „vodka“ pochází buď ze slovanského slova pro vodu, nebo od „vodit“ (rusky „водить“) (rozpustit léčivo v alkoholu jako destilát), nebo ze středověkého nápoje aqua vitae (Jednalo se o destilát obvykle připravovaný z vína). Než vznikl současný název „vodka“, často se používaly pojmy „chlebové víno“, „horké víno“, „zelené víno“ apod. Slovo „vodka“ bylo pravděpodobně poprvé oficiálně zmíněno v polštině v roce 1405 při soudních akcích vojvodství Sandomierz (což znamená „malá nádrž“). V roce 1534 bylo slovo „wodki“ zaregistrováno s významem „destilované léčivé přípravky“. Původní pojem „wódka“ znamenal „malá voda“. V roce 1533 byl pojem „vodka“ (rusky „водка“) použit v Rusku v případě léčivé alkoholové tinktury z bylin a ve smyslu alkoholického nápoje se začal používat až v 17. století. Oproti tomu vodky na Ukrajině se vyrábějí z ječmene nebo ovsa a jsou nazývány „horilka“ (tedy  „kořalka“, „gořalka“), známy jsou ze 14. a 15. století; domácí výroba ovšem dříve nesla, a dosud nese, označení „samohon“ nebo „samohonka“.

## Vodka v Polsku
V Evropě se destilace ve 13. a 14. století používala především v lékařství, alchymii a parfumerii. 
Mezi příchodem Slovanů na území budoucího Polska a první výrobou destilovaného alkoholu na těchto územích, v Polském království, uplynulo nejméně šest století. Nejdůležitějším nápojem té doby bylo pivo; ti bohatší si mohli pochutnat i na medovině a víně. Destilované nápoje se s největší pravděpodobností dostaly do Polska spolu s polskými prvními mediky, kteří se vraceli ze studií v zahraničí, převážně v Montpellier nebo Salernu. Mezi nimi byl Mikołaj z Polska, lékař na dvoře Leszka Czarnyho, který veřejně ukázal techniky, které se naučil v Montpellier, včetně destilace. Na Jagellonské univerzitě se umění destilace vyučovalo od 14. století. V raných polských lékařských učebnicích z Jagellonské univerzity z roku 1368 nebo v díle „Falimirze“ z roku 1534, se vinný destilát přímo zmiňuje. Teprve na přelomu 16. a 17. století se objevuje rozlišení na obilné a ovocné destiláty. 
Prodej brambor ke spotřebě v Polsku byl poprvé zaznamenán na krakovském trhu v roce 1739. V roce 1760 se poprvé v průmyslovém měřítku začal vyrábět destilát na bázi brambor. Odehrával se na území Pruského království a souvisel s novými technologickými řešeními – bramborami nebylo možné získat enzymy potřebné pro zcukernatění škrobu. Až do roku 1790 byla technologie zdokonalována a její znalosti se šířily po Evropě, ale není známo, kdy přesně dorazily do Polska. V 19. století se brambory staly velmi důležitým produktem v polské kuchyni a nahradily kroupy jako zdroj sacharidů. Byly levné, snadno se pěstovaly a pomáhaly zažehnat problém hladu. Teprve v polovině 20. století došlo v Polsku k postupnému návratu k obilné surovině. V sezóně 1912/1913 se v regionu Poznaň vyrábělo 99,6 % lihovin z brambor, v roce 1990 tvořily 66 % národní produkce a v roce 2009 pouze 3 %. 

## Vodka v Rusku

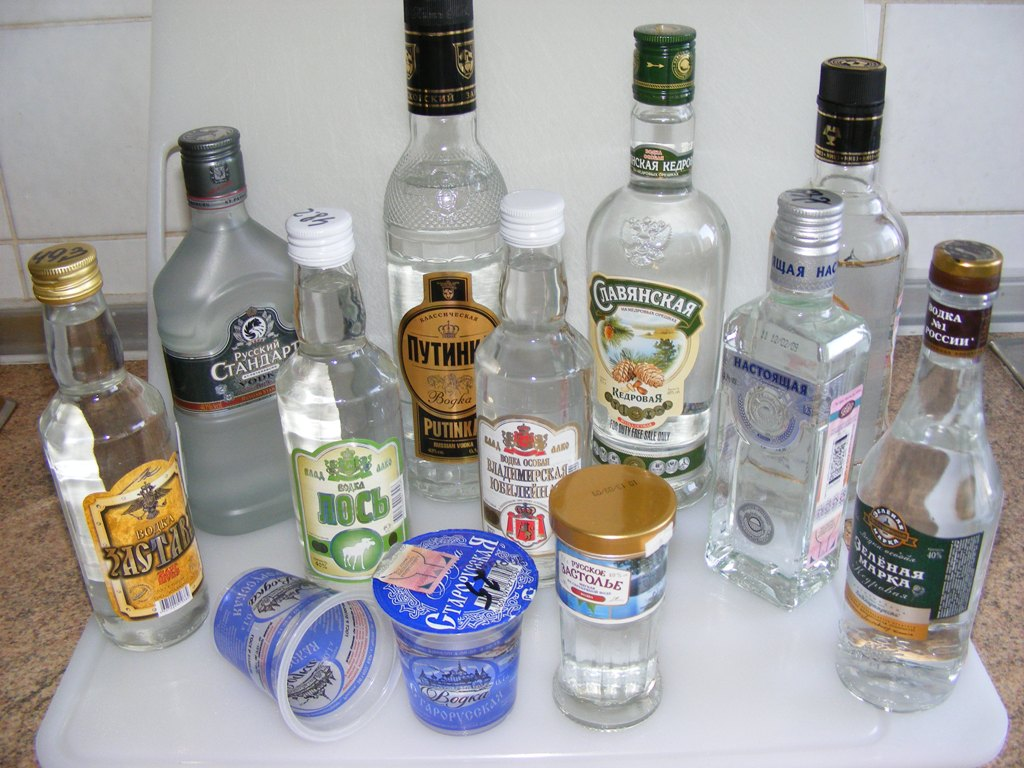
Různé ruské vodky

Konzumace vodky byla do Moskvy importována v 16. století a ještě v 19. století byla označována jako vino. Zrovna tak neruského původu byl i název pro výčep, kabak, který od 16. století označoval státní koncesované hostince, přičemž privátní lihovary a výčepy (korčmy) byly zakázané a konzumace vodky v nich ilegální. Od 17. století se pro státní výčepy používal výraz carský kabak (carskij kabak). Se zavedením státního monopolu na vinopalny od roku 1898 se mohl stoprocentní alkohol prodávat pouze v lahvích a za státem stanovenou cenu, což posílilo konzumaci piva.
S vypuknutím první světové války byl v Carském Rusku vydán zákaz alkoholu, který platil až do roku 1921. V době zákazu pálení značně vzrostla konzumace piva a vína. Po velké úrodě v roce 1922 započali rolníci pálit vlastní ilegální alkohol z brambor a žita tzv. samohonku (samogon). To byl také důvod, proč stát převzal od roku 1923 opět výrobu vodky do svých rukou. Nejprve pouze dvacetiprocentní a s odůvodněním, že chce předejít zdravotním potížím z načerno pálené kořalky. Na příkaz bolševické vlády se mohla nakonec vyrábět vodka s obsahem 38 % alkoholu, pro kterou se vžil lidový název Rykovka, podle Alexeje Ivanoviče Rykova, předsedy Rady lidových komisařů, který dekret podepsal.
S nástupem Stalina vodka nakonec ztratila všechny své dosud lidově používané přívlastky. Po zavedení potravinových lístků v roce 1930 byla volně k dostání ve státních obchodech, její cena ale rapidně vzrostla. To vedlo opět k domácímu pálení samohonky. S nástupem volného trhu v Rusku se s vodkou doslova roztrhl pytel, přičemž k dostání byly i zahraniční vodky, jako například Zubrovka nebo Absolut Vodka. Mnoho nových ruských podnikatelů se snažilo na výrobě vodky zbohatnout a zejména v 90. letech byl zaznamenán nárůst otravy alkoholem z nekvalitního pálení.
Ruský stát se snažil dostat výrobu vodky pod státní kontrolu a pravá ruská vodka musela být označena akcízovými nálepkami s vodním znakem. Ale i ty byly falšovány, takže stát vyhlašoval skoro každý měsíc jiné zabarvení vodky (zelené, modré, žluté), ale nakonec i ty padělané měly stejné zabarvení a stát kontrolu nad pravou ruskou vodkou vzdal. Levné a zdraví škodlivé vodky lze koupit na černém trhu ve třílitrových lahvích. K dostání je i vodka bez alkoholu.

## Vodka na Ukrajině (Horilka)
Vodka se na ukrajinské půdě objevila ve čtrnáctém a patnáctém století – tedy dříve než v Rusku a Polsku. Ve čtrnáctém století byla destilace spontánní. Lidé jezdili pálit pro vlastní potřebu v okolních vesnicích, osadách a městech. V sedmnáctém století začali hejtmani vydávat univerzálie s povolením pro jednotlivce vyrábět a prodávat vodku (horilku). Ovšem původ horilky (a jejího názvu) nelze definitivně vysledovat, ale předpokládá se, že pochází z oblastí pěstování obilí, které nyní zahrnují Polsko, Bělorusko, Ukrajinu a západní Rusko. Již od prvopočátku se vodce na ukrajině říka Horilka (domácí výroba pak Samohon), což vede k přesvědčení, že název Vodka byl prvně užit v Polsku.  
Dlouhou tradici má vodka i ve Skandinávii (ovšem Finsko bylo dlouho okupováno ruskem). Další specifikum ukrajinské vodky (horilky) je výroba z ječmene, oproti „bramborovým“ variantám z Ruska či Polska, a také přimíchávání různých přírodních tinktur („aromat“). Mezi nejčastější tinktury patří celé kusy rostlin (typické pro různé ukrajinské regionální nápoje), např. pepř, zimolez, nať, starka, mochna nátržník, česnek, zubrivka, henjora, kmín, ořešák královský, mastichin (kombinace vodky s mastichou zalitý skořicí), hřebíček, muškátový oříšek, pomerančová kůra s následnou destilací a přidáním cukru. Novinkou bývá i chilli paprička. 

## Vodka ve Švédsku (Brännvin)
Až do 50. let slovo vodka nebylo používáno jako označení pro švédské destilované nápoje, které byly místo toho nazývány brännvin („pálit-víno“). Etymologie tohoto slova vychází z holandského Brandewijn, což je ovšem základem slova brandy. Tento nápoj se vyrábí ve Švédsku od konce 15. století, i když celková produkce byla v 17. století ještě malá. Od počátku 18. století se výroba rozšiřovala, ačkoliv byla výroba při nedostatku obilí několikrát zakázána. Brambory se při výrobě začaly používat koncem 18. století a dominantními se staly od počátku 19. století. 
Nejznámější značkou vodky ve Švédsku je Absolut. Pochází z města na jihu Švédska Åhus. Základy k výrobě vodky položil roku 1872 švédský vodkový magnát Lars Olsson Smith. Dneska je značka Absolut třetí největší značkou lihovin na světě a spadá pod koncern Pernod Ricard. 

## Výroba

### Suroviny
Základní surovinou pro výrobu vodky je obilný nebo bramborový kvas, tedy suroviny obsahující škrob. Konkrétní složení závisí přímo na zemi výroby a výrobci. Ve Finsku je oblíbená vodka z ječmene, švédská vodka se vyrábí z žita a polská vodka převážnou většinou z brambor. Nicméně existují také druhy vodky, které jsou vyrobeny z vinné révy nebo cukrové řepy.
Základní suroviny se nejprve rozdrtí na malé kousky, které se nechají kvasit. Důležitý je obsah škrobů a cukrů, které poté mohou kvasinky přeměnit na alkohol. V případě výroby z obilí nebo brambor se následně přidávají enzymy pomáhající rozložit škroby na fermentovatelné cukry. Sladové obilí, ovoce a cukrová řepa nepotřebují dodatečně pro kvašení cukry přidávat.

### Destilace a filtrace vodky
Další fází je několikrát se opakující destilace v destilačních kolonách, což znamená oddělování čistého alkoholu a vody. Ve výsledku takový meziprodukt obsahuje 80–95 % alkoholu.
Před lahvováním se vodka ještě čistí a ředí. Čistota je jedním z nejdůležitějších faktorů určujících kvalitu vodky. Filtrace probíhá pomalým překapáváním destilátu přes aktivní uhlí. Jednotliví výrobci určují druh aktivního uhlí: využívá se uhlí ze dřeva (bříza, olše), nebo křemičitý písek, ale někteří filtrují skrze průzračné křišťálové diamanty nebo vulkanické lávové kameny (Island).

### Co určuje kvalitu vodky
Na rozdíl od rumů a whisky, kde kvalita závisí na délce zrání v dubových sudech i na použitých surovinách, které jim dodávají jejich typické a unikátní chutě a aromata, u vodky lze říci, že její kvalita se odvíjí zejména od procesu destilace a filtrace. Čím více je destilovaná a čím čistší je výsledek filtrace (v závislosti na zvoleném zdroji aktivního uhlí), tím lépe. U Ukrajinské a skandinávských vodek je také veden důraz na původ a složení vody.

## Konzumace vodky
Vodka je jeden z nejoblíbenějších alkoholických nápojů po celém světě. Vzhledem k velké rozmanitosti informací z různých zdrojů vychází níže uvedená tabulka ze dvou statistik uvádějících stejné pořadí:
Statistika podle Worldatlas (Zdroj, na kterém jsou uváděny statistiky týkající se politiky, ekonomiky, sociologie a cestování). Statistika podle Quartz (Zdroj týkající se ekonomiky a ředitelství).

| Stát                   | Konzumace vodky v litrech na jednu osobu ročně |
| ---------------------- | ---------------------------------------------- |
| Rusko                  | 17.28                                          |
| Polsko                 | 13.71                                          |
| Ukrajina               | 9.96                                           |
| Bulharsko              | 5.26                                           |
| Slovensko              | 4.13                                           |
| Spojené státy americké | 3.76                                           |
| Irsko                  | 3.38                                           |
| Finsko                 | 3.19                                           |
| Spojené království     | 3.01                                           |
| Maďarsko               | 2.63                                           |
| Kanada                 | 2.63                                           |
| Izrael                 | 2.25                                           |
| Rakousko               | 1.69                                           |
| Norsko                 | 1.68                                           |
| Česko                  | 1.51                                           |

## Vliv na zdraví

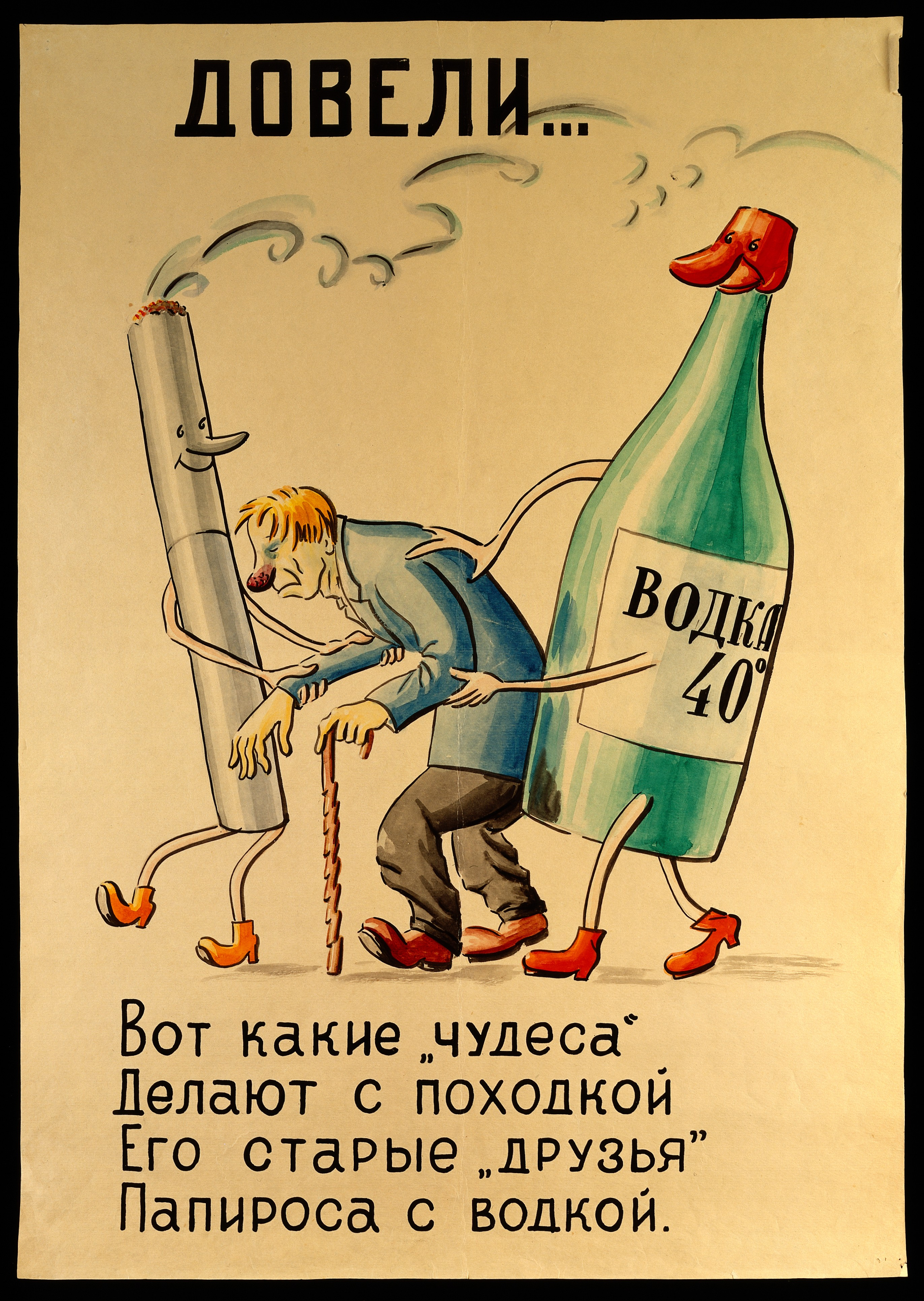
Plakát odrazující od pití vodky a kouření cigaret s nápisem: Dovedli ... (ho do tohoto stavu). 50. léta 20. stol.

Konzumace vodky (a alkoholu obecně) ovlivňuje hodně procesů lidského organizmu.
Vodka, jako i ostatní alkoholické nápoje, lidskému organizmu škodí. Ovlivňuje hladinu cukru v krvi, centrální nervový systém, sexuální a reprodukční zdraví, imunitu, kosterní a svalové systémy a vyvolává závislost.

## Muzea vodky
Díky tomu, že vodka je široce oblíbený nápoj po celém světě, existují muzea tohoto alkoholického nápoje.

### Muzeum vodky v Moskvě
Hlavní město Ruska otevřelo muzeum historie vodky, ve kterém najdeme kolem 50 000 lahví. Výstava se zaměřuje na široké spektrum speciálních verzí vodky, některé láhve jsou dokonce více než dvě staletí staré. Atraktivní zajímavostí je také sběratelská edice, která byla připravena na počest obětem ponorky K-19. Jedna celá místnost je pak věnovaná problematice Sovětského svazu, a jak se s životem během tohoto období Rusové vyrovnávali právě popíjením vodky.
| Adresa | Izmajlovskoje šosse 73 |
| Metro: | Semjonovskaja          |

### Muzeum vodky v Petrohradu

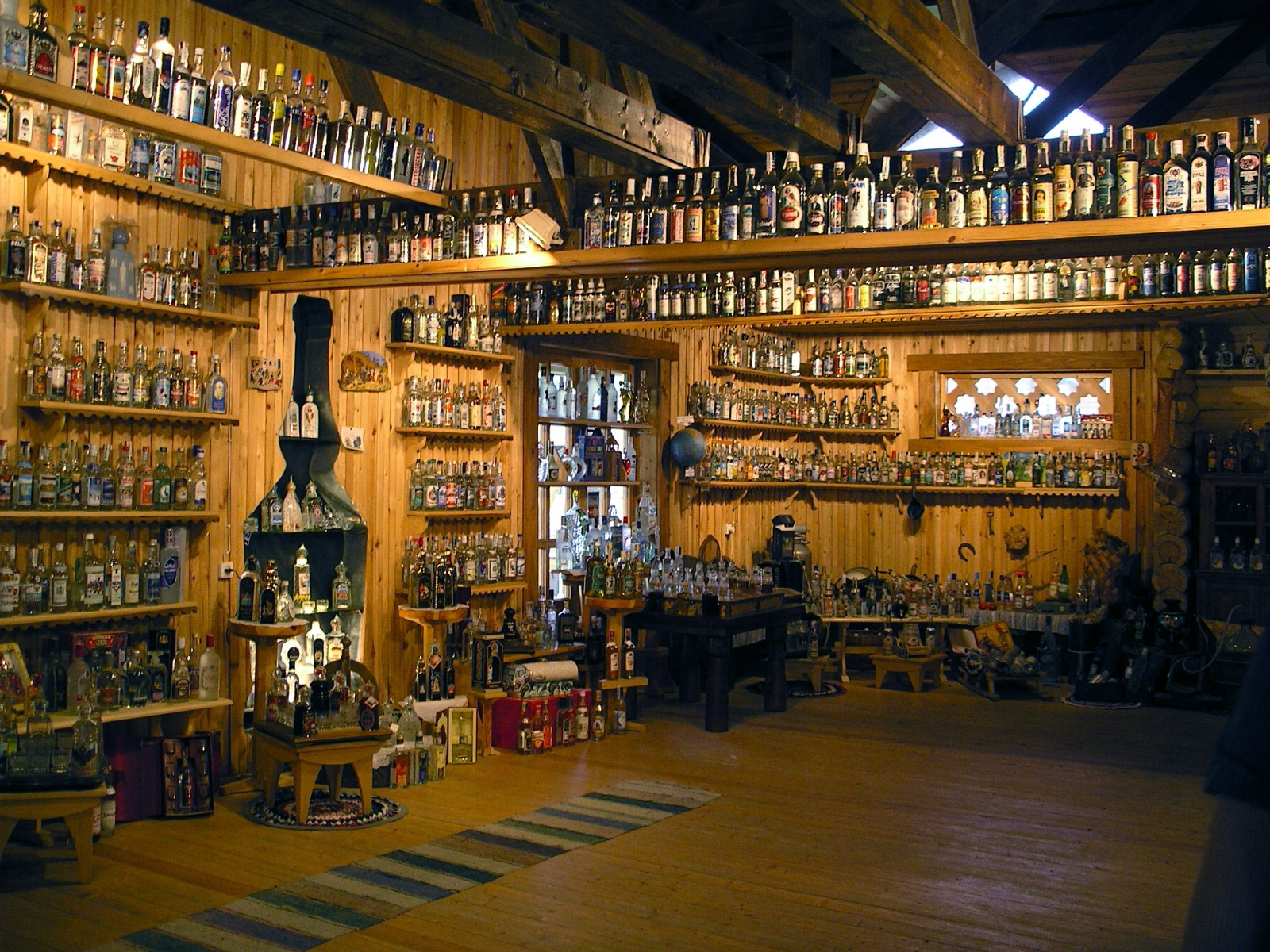
Muzeum vodky ve Verchnije Mandrogi, Leningradská oblast.

Malé muzeum v Petrohradu představuje dlouhou historii ruského národního nápoje, od rolníků 12. století až po prezidenty 20. století. Evoluci ruské ohnivé vody vysvětlují vitríny plné lahví vodky v neobvyklých tvarech, starých reklamních kampaních a některých vtipných diorámách. V degustační místnosti je také možnost ochutnat tři různé vodky a tradiční ruské občerstvení.
| Adresa | Konnogvardeisky Boulevard 4 |
| Metro: | Admiralteyskaya             |

### Muzeum polské vodky ve Varšavě
Muzeum vodky ve Varšavě otevřelo dveře svým návštěvníkům 12. června v roce 2018. Nachází se v budově z 19. století v bývalé továrně na vodku Warszawska Wytwórnia Wódek Koneser. V meziválečných letech zde byly vytvořeny recepty slavných polských vodek jako Wyborowa a Luksusowa. Návštěvník se může seznámit s pětisetletou historií nejslavnějšího polského alkoholu, vývojem jeho výrobních technologií, tradicemi a zvyklostmi s ním spojenými. V muzeu najdeme 5 interaktivních galerií, ve kterých je možné se dozvědět, kde byly v Polsku vytvořeny první lihovary, kolik stojí sklenka vodky, jak se likér spotřebovával v polských domovech a odkud pocházely některé zvyky související s vodkou. Je možné si zde vytvořit vlastní recept na tinkturu a dozvědět se více o destilačním vybavení Jana Pistoria. Jeho revoluční vynález destilace v 19. století umožnil získat 85 % čistého alkoholu v jednorázovém procesu. Také je prezentována sbírka originálních lahví z různých dob, včetně plné, nikdy neotevřené láhve třešňové vodky J. A. Baczewski ze 40. let 20. století.
| Adresa | Plac Konesera 1 \| Centrum Praskie Koneser |
| Metro  | Ratusz Arsenał                             |

### Muzeum ukrajinské vodky v Luhansku
Muzeum vodky funguje v Luhansku od roku 1970. Bylo otevřeno jako součást luhanského lihovaru a expozice zahrnuje sovětskou, ruskou a současnou ukrajinskou vodku. Nachází se zde přes 1000 exponátů a originálních dokumentů, které shromáždil oblastní archiváři a vlastivědné muzeum. Exponáty jsou skutečné plné lahve s vodkou. Během exkurzí je k vidění celý proces výroby vodky (horilky). Návštěvníci se mohou seznámit s historií vodky, a dokonce vodku ochutnat. 

## Příklady značek
- Absolut (Švédsko)
- Amundsen vodka (Česko)
- Beluga vodka (Rusko)
- Belvedere vodka (Polsko)
- Berentzen (Německo)
- Bismarck vodka (Rakousko)
- Bols vodka (Nizozemsko)
- Boris vodka (Česko)
- Božkov vodka (Česko)
- Cîroc (Francie)
- Danzka vodka (Dánsko)
- Finlandia (Finsko)
- Goral vodka (Slovensko)
- Gorbatschow (Německo)
- Grasovka vodka (Polsko/Ukrajina)
- Grey Goose vodka (Francie)
- Hanácká vodka (Česko)
- Chortica (Ukrajina)
- Chlebny dar (Ukrajina)
- Chingis (Mongolsko)
- Chopin vodka (Polsko)
- Jelzin (Francie)
- Kalašnikov vodka (Rusko)
- Koskenkorva Vodka (Finsko)
- Level vodka (Švédsko)
- Moskovskaya osobaya vodka (Rusko)
- Nemiroff (Ukrajina)
- Nicolaus vodka extra jemná (Slovensko)
- Pražská vodka (Česko)
- Puschkin (Německo)
- Putinka (Rusko)
- Russian Standard vodka (Rusko)
- Skyy vodka (USA)
- Smirnoff Red, Blue, Black (Rusko/USA/Francie)
- Sobieski wódka (Polsko)
- Soplica wódka (Polsko)
- Starogardzka wódka (Polsko)
- Stock Plzeň vodka (Česko)
- Stolichnaya vodka (Rusko)
- Ultimat vodka (Polsko)
- Villa Lobos vodka (Mexiko)
- Vodka 42 Blended (Česko)
- Vodka Velikopol (Slovensko)
- Vodka.pl (Polsko)
- Wyborowa wódka (Polsko)
- Xellent vodka (Švýcarsko)
- Żubrówka wódka (Polsko)